# Олдберг, Арне
Арне Олдберг (англ. Arne Oldberg; 12 июля 1874, Янгстаун — 7 февраля 1962, Эванстон) — американский композитор и музыкальный педагог.
Сын шведского фармаколога Оскара Олдберга, обосновавшегося в США во второй половине 1860-х годов. Начал играть на фортепиано в возрасте пяти лет под руководством своего отца, квалифицированного музыканта-любителя. В 1886 году вместе с семьёй переехал в Чикаго. С 1892 года учился в Музыкальной школе имени Готшалка у Августа Хюллестеда. Затем продолжил изучение композиции у Вильгельма Миддельшульте, Адольфа Кёллинга и Ф. Г. Глизона, как пианист совершенствовался в Европе у Теодора Лешетицкого в Вене (1895), изучал также композицию у Йозефа Райнбергера в Мюнхене (1898).
В 1899—1941 годах преподавал фортепиано в Северо-Западном университете, с 1919 года заведовал кафедрой фортепиано, с 1924 года также отделом аспирантуры музыкального отделения. Среди его учеников был Ховард Хансон. Как приглашённый профессор работал также в других учебных заведениях, в том числе в Калифорнийском университете в Лос-Анджелесе.
Автор пяти симфоний, нескольких фортепианных концертов, разнообразных камерных сочинений.
Действительный член Американской академии искусств и литературы (1915).
Из пяти детей Олдберга известен Эрик Олдберг (1901—1986), невролог и организатор здравоохранения.